# William Cockayne
Pour les articles homonymes, voir Cockayne.
Sir William Cockayne (Cokayne) (1561 - 20 octobre 1626) est un marchand du XVIIe siècle, échevin et Lord-maire de Londres,.

## Biographie
Il est le deuxième fils de William Cokayne de Baddesley Ensor, Warwickshire, marchand de Londres, autrefois gouverneur de la Eastland Company, par Elizabeth, fille de Roger Medcalfe de Meriden, Warwickshire ; et descend de William Cokayne de Sturston, Derbyshire, un fils cadet de Sir John Cokayne d'Ashbourne dans ce comté. Apprenti à Noël 1582 auprès de son père, il est membre de la Worshipful Company of Skinners par héritage le 28 mars 1590. À la mort de son père, le 28 novembre 1599, il reprend la direction de son entreprise.
Il est shérif de Londres en 1609 et échevin de Farringdon Without de 1609 à 1613, de Castle Baynard de 1613 à 1618, de Lime Street de 1618 à 1625 et de Broad Street de 1625 jusqu'à sa mort.

### Gouverneur de Londonderry
Le 8 janvier 1613, Cockayne, qui est déjà le premier gouverneur de l'Irish Society, est nommé premier gouverneur de Londonderry. C'est en raison du développement dirigé par The Irish Society vers la reconstruction et l'expansion de la ville, qu'elle est rebaptisée Londonderry en l'honneur de la capitale et de la colonisation de Londres . Le 8 juin 1616, il est nommé chevalier par le roi Jacques Ier.

### Lord Maire de Londres
Pendant la mairie de Cockayne (1619-1620), le roi visite la cathédrale Saint-Paul en vue de collecter des fonds pour achever la flèche, et est reçu par Cockayne en grande pompe. Un spectacle intitulé "Les triomphes de l'amour et de l'antiquité" est présenté pour l'inauguration de la mairie de Cockayne le 29 octobre 1619, écrit par Thomas Middleton. En 1620, le mariage entre Charles Howard et la fille de Cockayne, Mary, est célébré. Pendant ce temps, le roi Jacques Ier le consulte fréquemment, tant au sein du conseil qu'en privé.

### Le projet Cockayne
En 1614, alors qu'il est gouverneur de l'Eastland Company des marchands anglais, Cockayne conçoit un plan pour teindre et habiller le tissu anglais, principale exportation de l'Angleterre à l'époque, avant de l'expédier à l'étranger. Cockayne convainc Jacques Ier de lui accorder un monopole sur les exportations de tissus dans le cadre de ce plan, destiné à augmenter les bénéfices des marchands anglais, tout en augmentant les droits de douane royaux en contournant les marchands néerlandais. Le plan échoue car les Néerlandais refusent d'acheter du tissu fini et engagent une guerre commerciale avec l'Angleterre. En conséquence, le commerce du tissu anglais reste déprimé pendant des décennies.

### Fin de carrière
William Baffin est équipé pour l'un de ses voyages dans le nord par Cockayne et d'autres membres de la Merchant Adventurers' Company et un port du Groenland est nommé en son honneur, appelé « Cockin's Sound » sur la carte de l'Amirauté.
Il achète des domaines à Denchworth, Berkshire (aujourd'hui Oxfordshire) ; Elmesthorpe, Leicestershire et Rushton Hall à Rushton, Northamptonshire qui sont plus tard les maisons de ses descendants. Il donne à chacune de ses six filles 10 000 £ lors du mariage, laissant à son fils un revenu annuel supérieur à 12 000 £.
Il meurt le 20 octobre 1626, dans sa soixante-sixième année, dans son manoir de Comb Nevill à Kingston, Surrey, et est enterré dans la cathédrale Old St Paul où son sermon funéraire est prêché par John Donne et un monument lui est élevé. La tombe et le monument sont détruits lors du grand incendie de Londres en 1666. Son nom apparaît sur un monument moderne dans la crypte, répertoriant d'importantes sépultures perdues dans l'incendie.

## Famille
Il épouse Mary Morris le 22 juin 1596 à Londres et ils ont sept enfants ensemble :
- Charles Cockayne, 1er vicomte Cullen
- Anne Cockayne (née en 1604), qui épouse Sir Hatton Fermor, ancêtre des comtes de Pomfret
- Martha Cockayne (1605–1641), qui épouse John Ramsay (1er comte de Holderness), puis Montagu Bertie (2e comte de Lindsey)
- Jane Cockayne (née en 1609), qui épouse l'hon. James Sheffield, fils du comte de Mulgrave
- Elizabeth Cockayne (1609-1668), qui épouse Thomas Fanshawe (1er vicomte Fanshawe)
- Abigail Cockayne (1610-1687), qui épouse John Carey (2e comte de Douvres)
- Mary Cockayne, qui épouse Charles Howard (2e comte de Nottingham)

Sa veuve se remarie, le 6 juillet 1630, à Henry Carey (1er comte de Douvres), arrière-arrière-petit-fils de Thomas Boleyn, 1er comte de Wiltshire, père d'Anne Boleyn et, décédée le 24 décembre 1648, est enterrée avec son premier mari à Saint-Paul.

## Sources
- Liste des lord-maires de Londres
- Astrid Friis. Le projet de l'échevin Cockayne et le commerce du tissu. Londres : Milford, 1927.
- La Règle des Howards de JP Sommerville
- Joël D. Benson. Changements et expansion du commerce du tissu anglais au XVIIe siècle : projet de l'échevin Cockayne. Lewiston, NY : Edwin Mellen Press, 2002.